# Hurling
Hurling (irisch: Iomáint, Iománaíocht) ist eine Mannschaftssportart keltischen Ursprungs, die mit Schlägern und einem Ball gespielt wird. Sie wird hauptsächlich in Irland gespielt und ist eine der schnellsten Mannschaftssportarten der Welt. Es gibt Parallelen zum schottischen Shinty. Die Frauenvariante des Hurling heißt Camogie. Eine Mannschaft besteht aus 15 Spielern: Torwart und 14 Spieler.
Seit 2018 ist Hurling immaterielles Weltkulturerbe der UNESCO.

## Spielgeräte

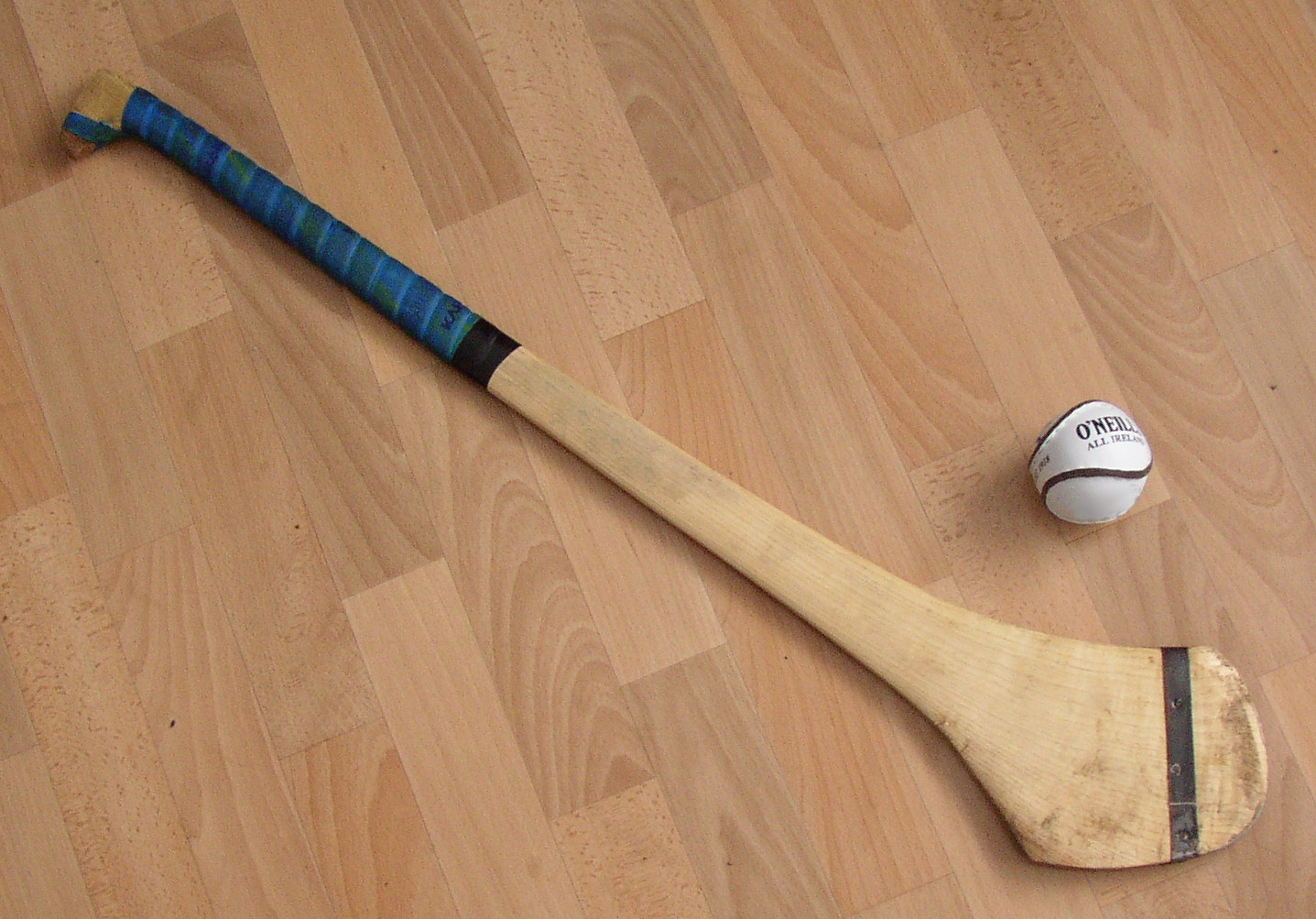
Ball und Schläger

Jeder Spieler ist mit einem Schläger ausgerüstet, der Hurley oder Camán genannt und traditionell aus Eschenholz hergestellt wird. Er hat eine Länge von 45–100 cm. Das Schlagende ist breiter als der Griff und wird Bas genannt. Beim Hurley des Torhüters ist das Bas meist größer als das der Feldspieler. Der lederne Spielball wird Sliotar genannt; er hat einen Durchmesser von 69–72 mm und wiegt zwischen 110 und 120 Gramm. Ein gut geschlagener Ball kann bis zu 150 km/h erreichen und gut 80 Meter weit fliegen. Zum Schutz vor Verletzungen ist seit 2011 das Tragen eines Plastikhelms mit Gesichtsschutz für alle Altersklassen Pflicht.

## Regeln

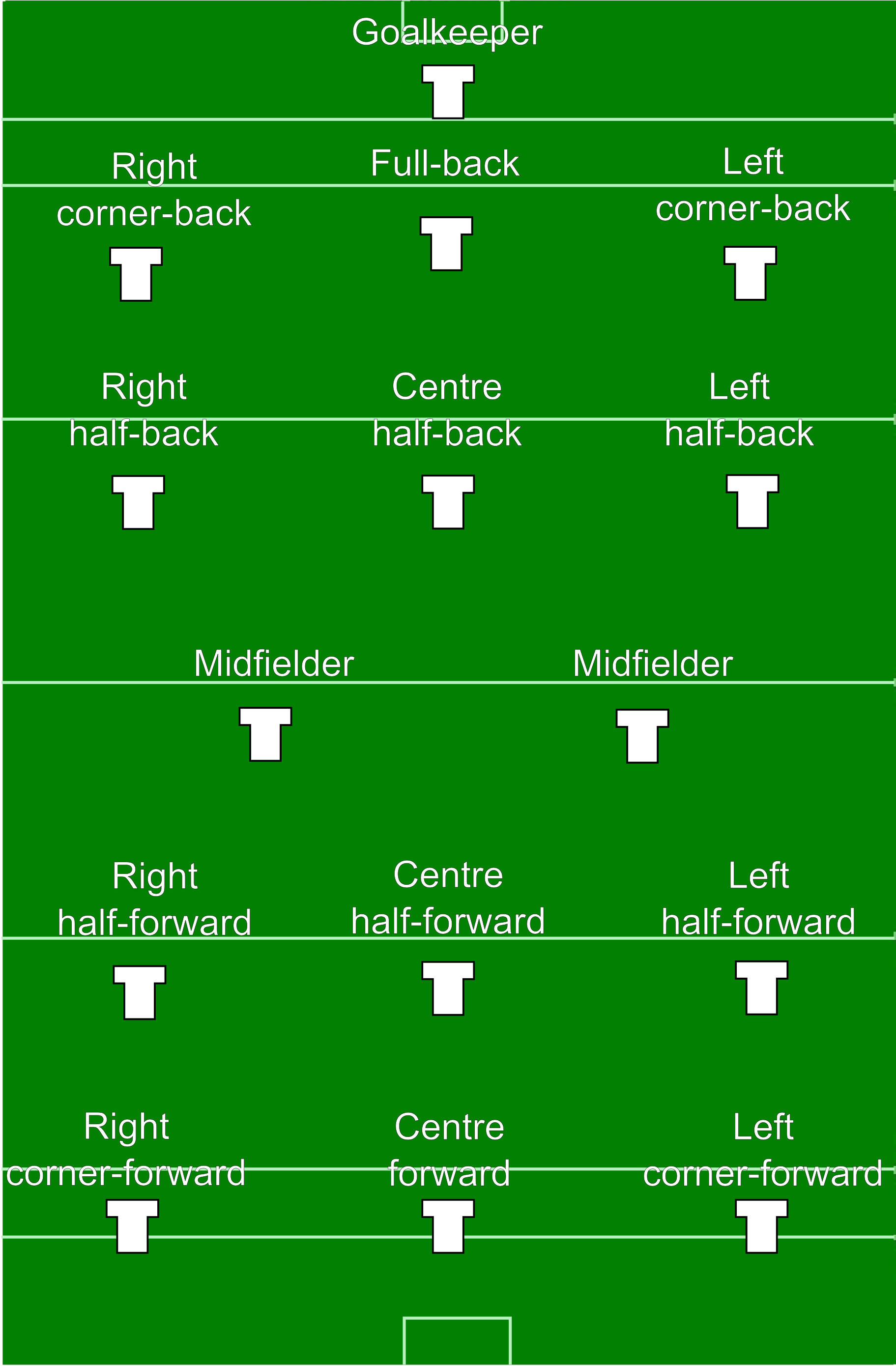
Spielfeld und Positionen

### Spielfeld
Das Spielfeld ist 130–145 Meter lang und 80–90 Meter breit. In der Mitte der beiden Grundlinien des Spielfelds befindet sich jeweils ein H-förmiges Tor. Der Abstand zwischen den Torpfosten beträgt 6,50 Meter. Die Höhe der Torpfosten beträgt mindestens 7 Meter. In 2,50 Meter Höhe verläuft eine Querstange zwischen den Torpfosten. Der darunter befindliche Teil wird „Tor“ genannt. An der Querstange und am Torpfosten sind die Tornetze befestigt. Um die Tore befinden sich zwei Rechtecke. Das kleinere ist 14 Meter breit und 4,50 Meter lang (Torraum). Das größere ist 19 Meter breit und 13 Meter lang (Strafraum). Außerdem gibt es eine 20-Meter-Linie sowie eine 65-Meter-Linie. Bei Jugendspielen sind die Maße des Spielfelds und der Tore kleiner.

### Teams und Spielzeit
Jede Mannschaft besteht aus 15 Spielern: einem Torwart, zwei Corner-Backs, einem Full-Back, drei Half-Backs, zwei Midfielders, drei Half-Forwards, zwei Corner-Forwards und einem Full-Forward. Die Spieler sind von 1 bis 15 durchnummeriert. Der Torwart muss sich in der Farbe der Kleidung von den Feldspielern unterscheiden. Während des Spiels sind maximal fünf Auswechslungen erlaubt. Falls es zu einer Verlängerung kommt, sind drei weitere Auswechslungen erlaubt. Bei Inter-County-Meisterschaftsspielen beträgt die Spielzeit 2 × 35 Minuten. Sonst wird in der Regel 2 × 30 Minuten gespielt. Falls eine Verlängerung gespielt wird, beträgt die zusätzliche Spielzeit 2 × 10 Minuten. Die Zeitnahme obliegt dem Schiedsrichter, der auch über eine eventuelle Nachspielzeit wegen Unterbrechungen entscheidet.

### Das Spiel

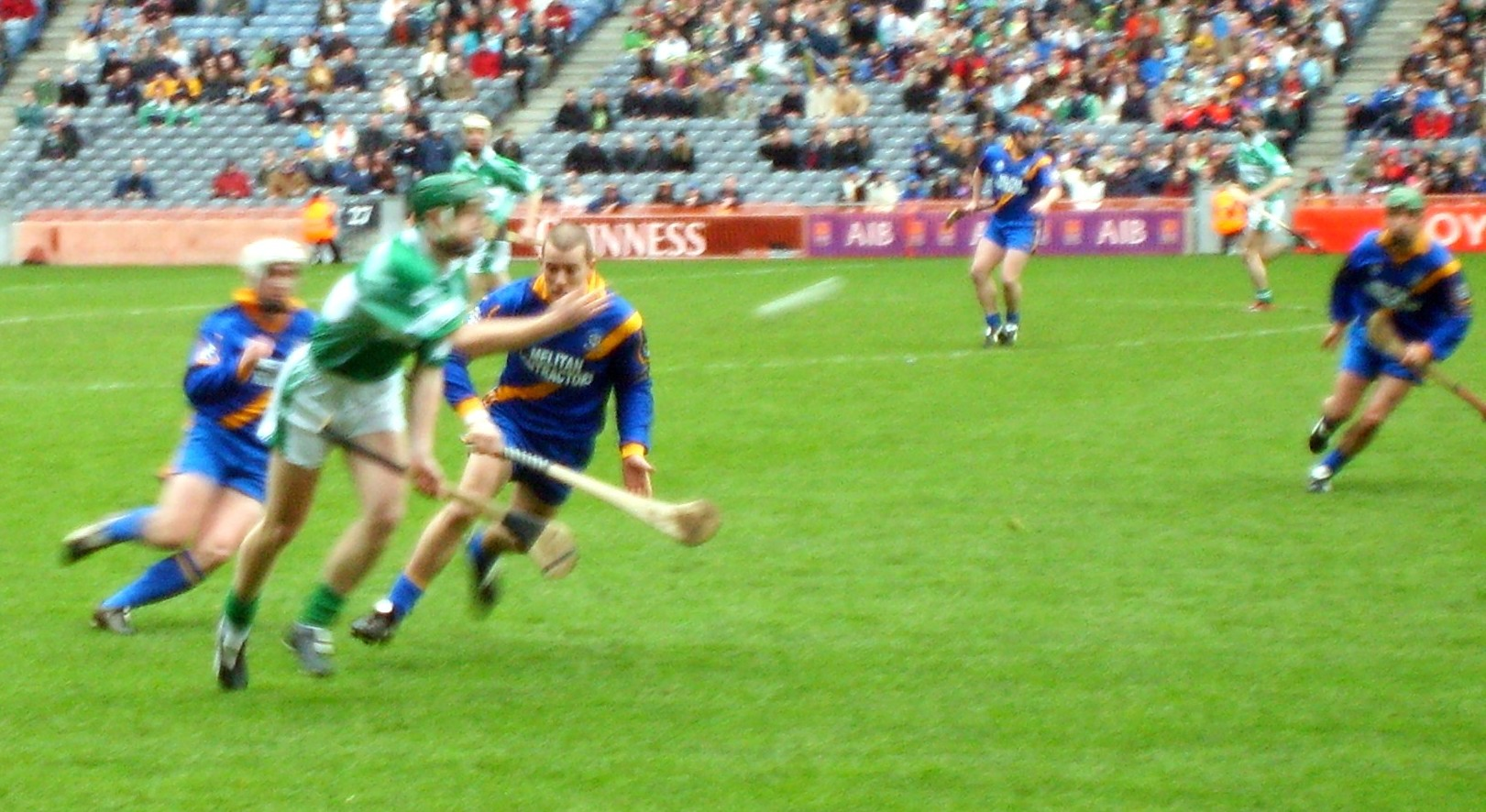
Hurling im Croke Park

Das Spiel wird durch einen Einwurf des Schiedsrichters an der Mittellinie gestartet. Dabei müssen sich bis auf zwei Spieler jeder Mannschaft alle Spieler hinter den 65-Meter-Linien befinden.
Befindet sich der Ball auf dem Boden, muss er mit dem Hurley vom Boden aufgehoben, geschlagen oder mit dem Fuß gespielt werden. Es ist nicht erlaubt, den Ball mit der Hand vom Boden aufzuheben. Die eleganteste Möglichkeit besteht darin, den Ball mit dem Hurley vom Boden in die Luft zu heben und dann mit einem Schlag weiterzuspielen. Wenn ein Spieler den Ball aus der Luft mit der Hand fängt, darf er vier Schritte mit dem Ball in der Hand laufen oder ihn alternativ vier Sekunden halten (Wortlaut in der Regel: Die Zeit, die man braucht, um vier Schritte zu machen). Das Bas des Hurley darf auch dazu benutzt werden, den Ball zu tragen. Dies erfordert allerdings ein hohes Maß an Geschicklichkeit. Das Werfen des Balls gilt als technisches Foul, allerdings darf der Ball mit der flachen Hand geschlagen und somit gepasst werden (dies wird als „Handpass“ bezeichnet).
Es ist erlaubt, den ballführenden gegnerischen Spieler anzugreifen. Dabei darf nicht mit dem Hurley geschlagen werden. Ebenfalls nicht erlaubt sind Trikotziehen, Bein stellen, Schubsen mit den Händen oder Niederringen des Gegners. Nach einem Foul wird das Spiel mit einem sogenannten Free-Puck vom Ort des Fouls fortgesetzt. Dabei muss der Ball vom ausführenden Spieler mit dem Hurley vom Boden in die Luft gehoben und dann geschlagen werden. Für ein Foul eines Verteidigers im eigenen großen Rechteck vor dem Tor gibt es einen Penalty von der Mitte der 20-Meter-Linie. Dabei dürfen außer dem Torwart noch zwei weitere Spieler der verteidigenden Mannschaft auf der Torlinie stehen. Die Ausführung erfolgt wie beim Free-Puck.
Das Spiel wird mit einem sogenannten „Puck-out“ aus dem kleinen Rechteck fortgesetzt, wenn eine Mannschaft ein Tor bzw. einen Punkt erzielt hat oder wenn die angreifende Mannschaft den Ball ins Toraus spielt. Der Puck-out wird in der Regel vom Torwart ausgeführt und wird aus der Hand geschlagen. Die restlichen Spieler müssen sich jenseits der 20-Meter-Linie befinden. Wird der Ball von der verteidigenden Mannschaft ins Toraus gespielt, erhält die angreifende Mannschaft einen Free-Puck (vom Boden) von der 65-Meter-Linie. Spielt eine Mannschaft den Ball ins Seitenaus, erhält das andere Team einen „Sideline-Cut“ vom Boden der Seitenauslinie an der Stelle, an der der Ball das Feld verlassen hat.

### Tore und Punkte (Scores)

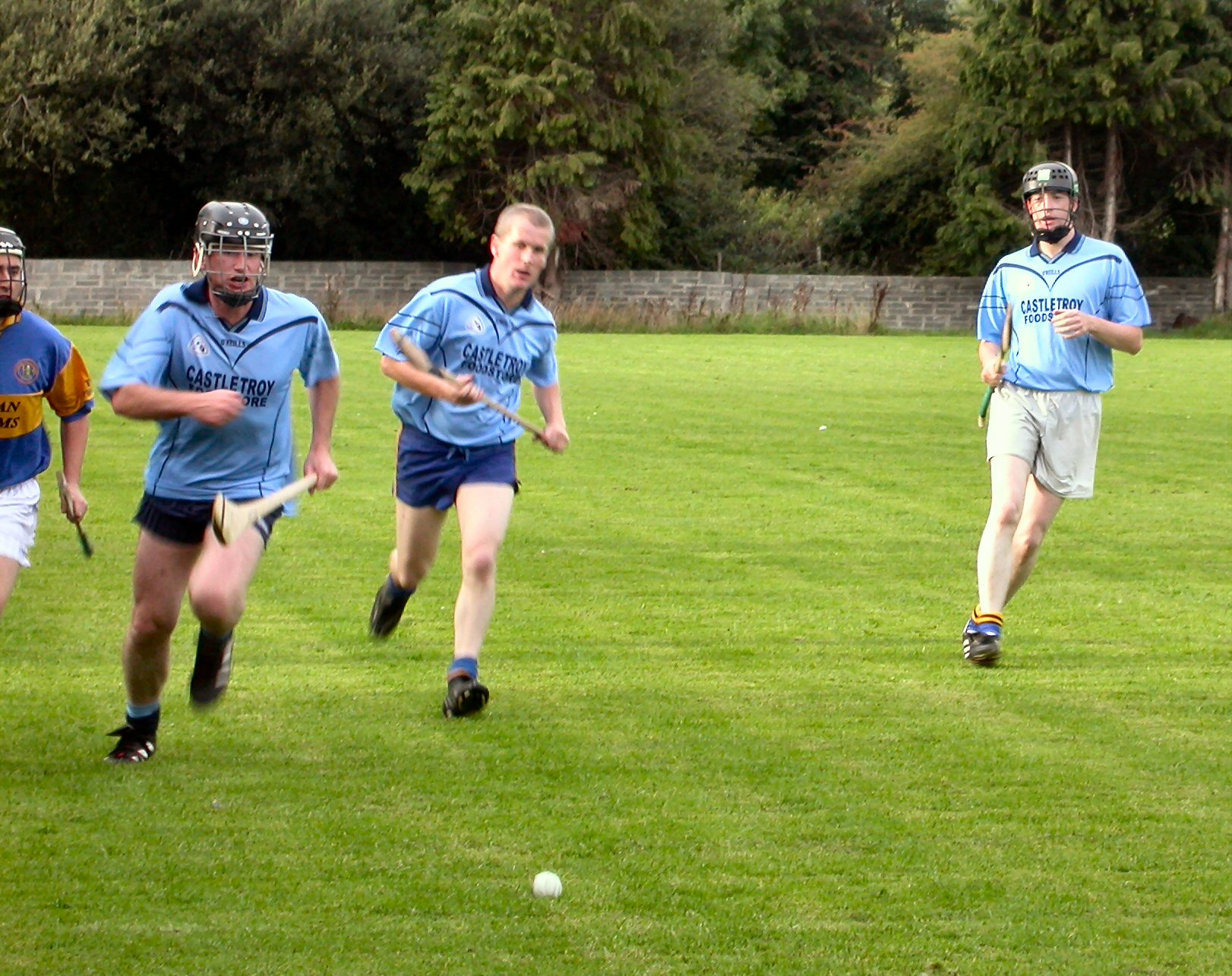
Áth an Mhuileann v. Tobar Phádraig, in Limerick am 28. August 2004

Ein Tor wird erzielt, indem der Ball die Torlinie zwischen den Torpfosten unterhalb der Querstange überquert. Ein Punkt wird erzielt, indem der Ball die Torlinie zwischen den Torpfosten oberhalb der Querstange überquert. Ein Tor zählt so viel wie 3 Punkte.
Typischerweise wirft der ballführende Spieler den Sliotar aus seiner Hand vor sich und schlägt diesen mit dem Hurley ins oder über das Tor. Tore und Punkte können nur dann mit der Hand erzielt werden, wenn ein fliegender Ball direkt mit der Hand geschlagen wird, ein „Handpass“ ins Tor ist nicht erlaubt. Es ist nicht erlaubt, den Ball über die Torlinie zu tragen oder zu werfen. Außerdem dürfen sich Spieler der angreifenden Mannschaft nicht im kleinen Rechteck vor dem Tor befinden, bevor der Sliotar in dieses gespielt wird. Wird auf diese Weise ein Tor erzielt, zählt dieses nicht und es gibt einen Free-Puck für die verteidigende Mannschaft.
Die Zählweise der Tore und Punkte erfolgt getrennt im Format „(Anzahl der Tore)-(Anzahl der Punkte)“. Zum Beispiel endete das All-Ireland-Finale von 1995 mit „Clare 1-13 Offaly 2-8“. Das bedeutet, dass Clare ein Tor und 13 Punkte erzielte und mit 16 Punkten gegen Offalys 14 Punkte (zwei Tore und acht Punkte) gewann.

### Die Schiedsrichter
Die Leitung eines Spiels obliegt dem Schiedsrichter. Er wird von zwei Linienrichtern und vier sogenannten „Umpires“ unterstützt. Bei Inter-County-Spielen gibt es zusätzlich noch einen Offiziellen an der Seitenlinie.
Der Schiedsrichter fällt alle Entscheidungen über Tore, Punkte, Strafen etc. Seine Entscheidungen sind endgültig (sog. „Tatsachenentscheidung“).
Auf jeder Seite der Tore steht jeweils ein Umpire. Sie sind an ihren weißen Kitteln zu erkennen. Die Aufgabe der Umpires ist es, Tore und Punkte anzuzeigen. Ein Punkt wird durch das Heben einer weißen Flagge und ein Tor durch das Heben einer grünen Flagge angezeigt. Ein Free-Puck von der 65-Meter-Linie wird durch das Heben eines Arms angezeigt. Bei einem Fehlversuch der angreifenden Mannschaft („wide“) hält er die Arme über dem Kopf gekreuzt.
Die Hauptaufgabe der Linienrichter ist es, per Flagge anzuzeigen, wenn und an welcher Stelle der Ball das Spielfeld verlassen hat und welche Mannschaft den Ball wieder ins Spiel bringen darf. Der Schiedsrichter kann die Entscheidung eines Umpires oder Linienrichters jederzeit übergehen.

## Geschichte
Hurling wurde das erste Mal in einer Beschreibung der Schlacht von Moytura erwähnt, die im 14. vorchristlichen Jahrhundert stattgefunden haben soll. Damals besiegten die Túatha Dé Danann die Firbolg erst in einem Spiel und später in einer Schlacht. Auch der altirische Sagenkreis um Cúchulainn liefert die Beschreibung eines Hurlingspiels.
Das Spiel findet auch in vielen anderen irischen Quellen Erwähnung, was seine Popularität über die Jahrhunderte beweist. So sahen die Brehon Laws Strafen für das Verletzen oder Töten von Personen durch Hurleys oder Hurlingbälle vor. Nach der Ankunft der Engländer im 12. Jahrhundert gab es mehrfach Versuche, das Spiel zu unterdrücken und zu verbieten. So verbot das Parlament von Kilkenny im Jahre 1366 Hurling mit der Begründung, es führe zur Vernachlässigung der militärischen Pflichten. Die Statuten von Galway im Jahre 1527 erneuerten dieses Verbot. All diese Verbote taten der Popularität von Hurling aber keinen Abbruch. Aus dem 18. Jahrhundert sind Berichte aus 21 Counties über Hurling-Spiele erhalten. Insbesondere in den ländlichen Regionen Munster und Leinster war Hurling weit verbreitet.
Die große Hungersnot in den 1840er Jahren brachte schwere Erschütterungen für die sozialen Strukturen auf dem Land und damit auch für die Verbreitung des Spiels. Dennoch sah der spätere Gründer der Gaelic Athletic Association (GAA), Michael Cusack, in den 1850er Jahren Hurling-Spiele in seiner Heimat Clare. Mit dem aufkommenden Nationalismus in den 1880er Jahren besann man sich in Irland auch wieder mehr auf die traditionellen Sportarten, und mit der Gründung der GAA im Jahre 1884 war auch das Überleben von Hurling als populärer Sportart gesichert.
Die besten Hurling-Mannschaften kommen aus den Counties Cork, Kilkenny und Tipperary. Seit den 1980er Jahren tauchen aber auch Mannschaften aus Clare, Galway, Limerick, Offaly, Waterford und Wexford verstärkt in den Siegerlisten der Hurling-Wettbewerbe auf. Der bedeutendste Hurling-Wettbewerb ist die All-Ireland Senior Hurling Championship, die seit 1887 alljährlich im K.-o.-System ausgespielt wird. Das Endspiel findet traditionell im September im Croke Park in Dublin statt, und der Sieger bekommt den Liam-MacCarthy-Cup überreicht.

## Außerhalb der Irischen Insel

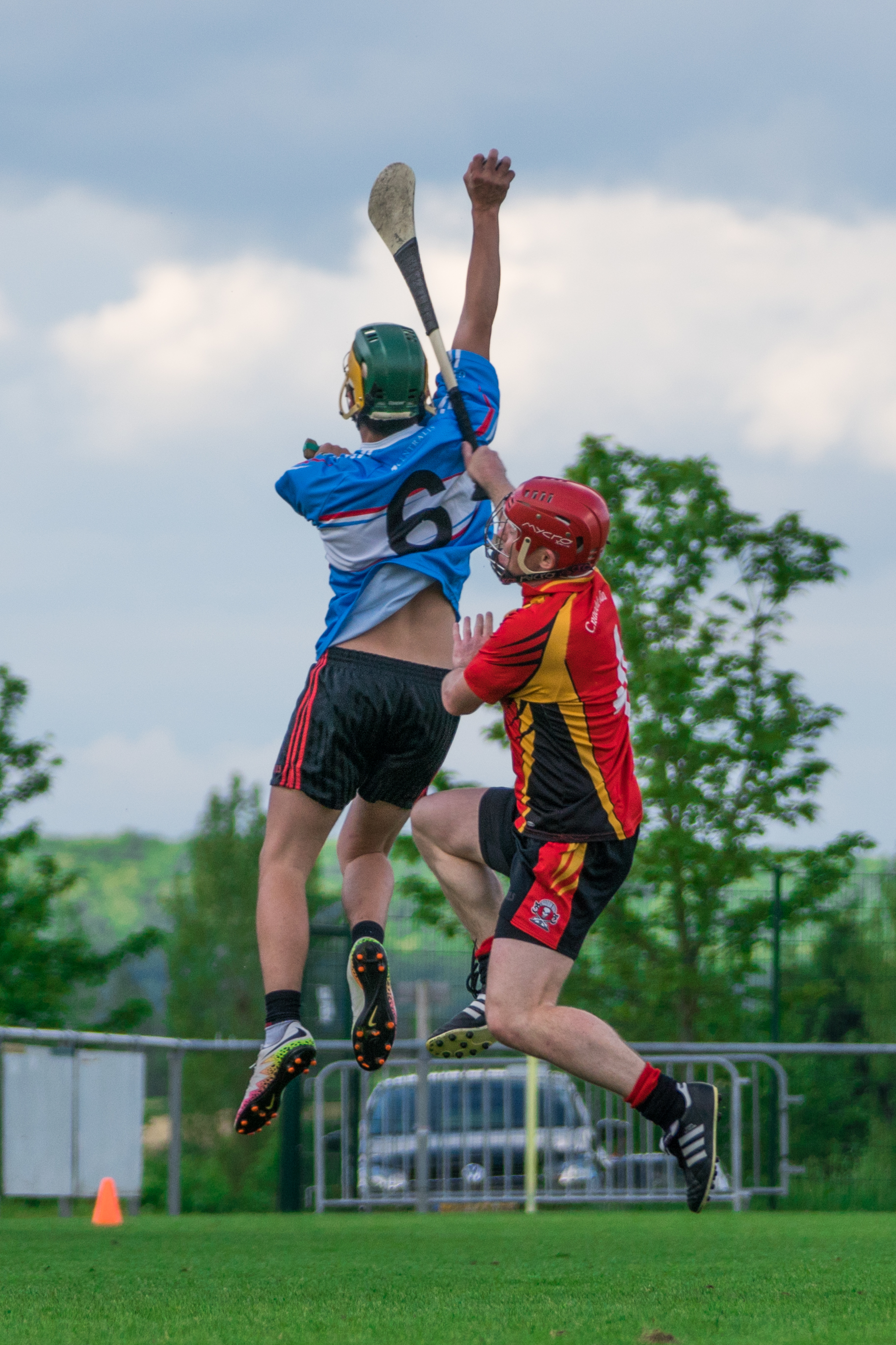
Zweikampf zwischen Luxemburg GAA und Belgium GAA

Im nichtirischen Europa gibt es inzwischen eine europäische Hurling-Liga. Im Jahr 2015 traten elf Vereine in mehreren Runden in Den Haag, Kopenhagen, Dresden und Brüssel gegeneinander an. Dabei ist mit Darmstadt GAA erstmals ein Verein ohne irische Spieler angetreten. Die belgische Mannschaft gewann dabei in der Gesamtwertung vor den Viking Gaels und der Mannschaft aus Den Haag. Im Jahr 2016 fanden Meisterschaftsrunden in Luxemburg, Darmstadt, Belgien, Den Haag und Dresden mit bis zu zwölf Mannschaften statt.
Hurling wird in Europa über die Gaelic Games Europe organisiert. Deutsche Mannschaften sind im Deutschen Bund Gälischer Sportarten organisiert.
Wichtige Regeländerungen sind dabei eine reduzierte Spieleranzahl von neun je Team. Die Spiele finden meist auf Fußballplätzen statt. Es werden bis zu 2 Bonuspunkte je Turnierrunde für den Einsatz „nicht irisch Geborener“ vergeben.

## Das All-Ireland-Final
Es gibt jeweils eine All-Ireland-Meisterschaft für Senior- und Minor-Teams, wobei die Minor-Teams aus Spielern unter 18 Jahren bestehen. Der Senior-Meister bekommt den Liam-MacCarthy-Pokal überreicht. Eine komplette Siegerliste findet sich im Artikel über die All-Ireland Senior Hurling Championship.